# Гидроксизин
Гидроксизи́н (также известен под торговыми наименованиями Атара́кс и Вистари́л) — лекарственное средство с антигистаминным, седативным, анксиолитическим и противорвотным действием. Изначально применялся преимущественно как антигистаминный препарат первого поколения из семейства пиперазинов, однако в настоящее время он используется чаще всего как относительно «мягкий» транквилизатор.

## Классификация
Гидроксизин — антигистаминный препарат первого поколения с седативным эффектом. Он относится к небензодиазепиновым анксиолитикам и производным пиперазина и дифенилметана, является предшественником цетиризина.

## История
Впервые препарат был произведён фармацевтической компанией Union Chimique Belge (UCB) в 1956 году (по другим источникам в 1955 году), и был практически сразу одобрен для продажи компанией Pfizer в США. Изначально гидроксизин использовался в дерматологии исключительно как противогистаминное средство, но уже в 1960-х годах у препарата были обнаружены анксиолитические свойства.

## Медицинское применение
Гидроксизин используется при лечении зуда, беспокойства и тошноты, вызванной морской болезнью.

В систематическом обзоре было показано, что гидроксизин превосходит плацебо при лечении генерализованного тревожного расстройства, однако в существующих исследованиях недостаточно данных для сравнения эффективности препарата с бензодиазепинами и буспироном.

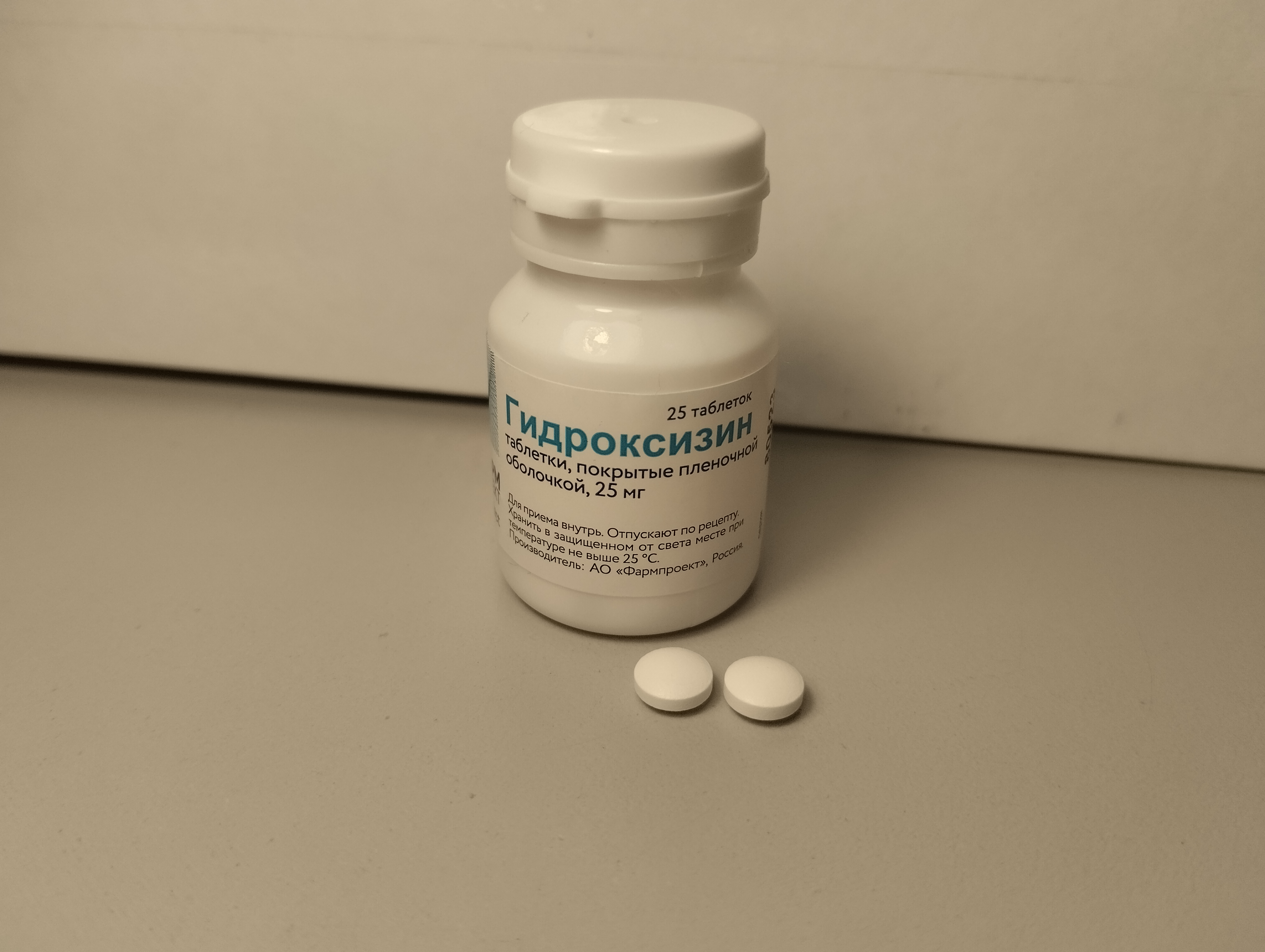
Гидроксизин в форме таблеток во флаконе

Гидроксизин также показан при лечении различных аллергических состояний, таких как хроническая крапивница, атопический или контактный дерматит и гистамин-опосредованный зуд.
Использование гидроксизина в качестве премедикационного седативного средства хорошо сочетается с тропановыми алкалоидами, такими как атропин, а после проведения общей анестезии может усиливать действие меперидина и барбитуратов.
Гидроксизин используется в качестве небарбитуратного транквилизатора и для лечения неврологических расстройств, таких как психоневроз, и различных форм тревожности.
Препарат также назначается для устранения тошноты и рвоты, за исключением тошноты и рвоты во время первого триместра беременности.
Дозировки гидроксизина, применяемые для лечения бессонницы, варьируются от 25 до 100 мг (перорально). Как и другие антигистаминные снотворные, гидроксизин назначают только для кратковременного применения или применения «по мере необходимости», поскольку толерантность к воздействию гидроксизина на центральную нервную систему может развиться уже через несколько дней. Крупный систематический обзор и метаанализ лекарств для лечения бессонницы, опубликованный в 2022 году, показал, что на сегодняшний день существует мало доказательств, подтверждающих эффективность использования гидроксизина при бессоннице, а в обзоре 2023 года было показано, что гидроксизин эффективен только для улучшения засыпания, но малоэффективен для поддержания сна в течение восьми часов.

## Побочные эффекты
В рекомендациях производителя отмечено несколько реакций: у детей и взрослых сообщалось о чрезмерном седативном эффекте, нарушении координации, сильной сонливости, головокружении, а также о других реакциях, таких как гипотония, шум в ушах и головные боли. Также наблюдались менее серьёзные эффекты, такие как сухость во рту и запор.
В редких случаях наблюдались эффекты со стороны центральной нервной системы, такие как галлюцинации и спутанность сознания, что в основном связано с передозировкой препарата. Такие свойства приписывались гидроксизину в нескольких случаях, особенно у пациентов, лечившихся от психических расстройств, а также в случаях передозировки гидроксизином.
Гидроксизин проявляет анксиолитические и седативные свойства у многих психиатрических пациентов. Исследование показало, что пациенты сообщали об очень высоком уровне субъективной седации при первом приёме препарата, но уровень седации заметно снижался в течение 5—7 дней, вероятно, из-за десенсибилизации рецепторов ЦНС. Другие исследования показали, что гидроксизин действует как острое снотворное средство, уменьшая задержку засыпания и увеличивая продолжительность сна, что также показывает, что некоторая сонливость действительно имеет место. Использование седативных препаратов вместе с гидроксизином может спровоцировать передозировку и спутанность сознания при введении в высоких дозах, поэтому любая форма лечения гидроксизином вместе с седативными средствами должна проводиться под наблюдением врача.
Из-за возможности возникновения более серьёзных побочных эффектов данный препарат включён в список, который следует избегать при лечении пожилых людей.

## Противопоказания
Введение гидроксизина в больших количествах перорально или внутримышечно в период наступления беременности может вызвать аномалии развития плода, поэтому препарат противопоказан на ранних сроках беременности. Другие противопоказания включают в себя приём депрессантов и других соединений, влияющих на центральную нервную систему. В случае крайней необходимости его следует назначать одновременно только в небольших дозах. При введении в малых дозах с другими веществами пациентам следует воздержаться от управления опасными механизмами, транспортными средствами, а также от любых других действий, требующих абсолютной концентрации.
Также были проведены исследования, которые показали, что долгосрочное назначение гидроксизина может привести к поздней дискинезии после многолетнего применения. В некоторых случаях предшествующее взаимодействие пожилых пациентов с производными фенотиазина или другими нейролептиками могло способствовать дискинезии при введении гидроксизина из-за гиперчувствительности, вызванной длительным лечением, и поэтому для краткосрочного применения гидроксизина имеются противопоказания тем, кто ранее принимал фенотиазин. Сообщается, что гидроксизин с некоторой долей риска может удлинять интервалы QT и QTc, что при некоторых состояниях может вызвать остановку сердца и внезапной смерти, и его следует использовать с осторожностью у пациентов с повышенным исходным риском удлинения QT и/или QTc.
Также производители препарата указывают следующие противопоказания:
- порфирия;
- период родовой деятельности;
- период лактации;
- повышенная чувствительность к компонентам препарата;
- повышенная чувствительность к цетиризину и другим производным пиперазина, аминофиллину или этилендиамину.

## Передозировка
ЛД50 составляет 840 мг/кг для крыс и 400 мг/кг для мышей при пероральном введении.
Передозировка гидроксизином чаще всего характеризуется сильной седацией, но может также проявляться судорогами, тошнотой и рвотой.
Другие симптомы передозировки могут включать в себя:
- выраженное антихолинергическое действие;
- угнетение или парадоксальную стимуляцию ЦНС, тремор, дезориентацию;
- снижение артериального давления, спутанность сознания;
- непроизвольную двигательную активность;
- галлюцинации;
- аритмию.

В случае передозировки необходимо спровоцировать рвоту и провести промывание желудка. Лечение должно включать в себя общую симптоматическую и поддерживающую терапию. Гипотонию можно контролировать с помощью внутривенного введения жидкости и вазопрессина, а для противодействия любому наблюдаемому угнетающему воздействию на ЦНС можно использовать инъекции кофеина и бензоата натрия. Гемодиализ неэффективен при лечении передозировки гидроксизином.

## Фармакологические свойства
Гидроксизин обладает умеренной анксиолитической активностью, оказывает седативное, противорвотное, антигистаминное и м-холиноблокирующее действие.

### Механизм действия
Рецептор гистамина H1 отвечает за гиперчувствительность и аллергические реакции. Воздействие аллергена приводит к дегрануляции тучных клеток и базофилов, которые затем выделяют гистамин и другие медиаторы воспаления. Гистамин связывается с H1-рецепторами и активирует их, что приводит к дальнейшему высвобождению провоспалительных цитокинов, таких как интерлейкины, из базофилов и тучных клеток. Последующие эффекты связывания гистамина ответственны за широкий спектр аллергических симптомов, таких как зуд, ринорея и слезотечение.
Гидроксизин является мощным обратным агонистом гистаминовых H1-рецепторов. Обратные агонисты представляют собой агенты, обладающие так называемой «отрицательной эффективностью», которые не блокируют, а снижают активность рецептора. Обратный агонизм этих рецепторов отвечает за эффективность гидроксизина при лечении гистаминового отека, обострений и зуда.
Гидроксизин не является корковым депрессантом, поэтому его седативные свойства, вероятно, проявляются на подкорковом уровне ЦНС. Седативные свойства позволяют препарату действовать как анксиолитическое средство. Противорвотная эффективность, вероятно, является побочным эффектом.

### Фармакокинетика
Гидроксизин хорошо проникает через гематоэнцефалический барьер. Клинический эффект наступает через 15—30 минут после приёма гидроксизина. Выводится из организма через 28 часов. Примерно 70 % активного метаболита гидроксизина — цетиризина, выводится с мочой в неизменном виде.

### Фармакодинамика
Гидроксизин действует относительно быстро: начало эффекта наступает через 15—60 минут, а продолжительность действия составляет 4—6 часов.
Гидроксизин метаболизируется в печени ферментами CYP3A4 и CYP3A5. Хотя точный метаболизм гидроксизина до конца не известен, его основным и активным метаболитом (от 45 до 60 % перорально принимаемой дозы), образующимся в результате окисления его спиртовой части до карбоновой кислоты, является антигистаминный препарат второго поколения цетиризин. Гидроксизин, вероятно, расщепляется также на несколько других метаболитов, хотя конкретные структуры и пути их действия у человека не выяснены.